# Fritz Kuchen
Fritz Kuchen, född 10 september 1877, död 26 maj 1973 i Winterthur, var en schweizisk sportskytt.
Kuchen blev olympisk bronsmedaljör i gevär vid sommarspelen 1920 i Antwerpen.